# Charles F. Hockett
Charles Francis Hockett ( * 17 de enero de 1916 - 3 de noviembre de 2000) fue un lingüista estadounidense que desarrolló muchas ideas influyentes en el estructuralismo americano. 
Representó la fase postbloomfieldiana del estructuralismo, a menudo tomaba como referente el distribucionalismo o el estructuralismo taxonómico.
En su "Apunte sobre la Estructura" argumenta que la lingüística puede ser vista como un juego y como una ciencia. Un lingüista como el jugador (actor) tiene libertad para la experimentación sobre todas las expresiones de una lengua, pero ningún criterio para comparar su análisis con otros lingüistas. Tarde en su carrera, lo conocían por su ataque a la lingüística chomskiana que él llamó "una teoría desovada por una generación de víboras".

## Carrera profesional y académica
A la edad de dieciséis años, Hockett se matriculó en la Universidad del Estado de Ohio en Columbus, Ohio, donde recibió el B.A. y M.A. en Historia Antigua. 
Al matricularse en la Universidad del Estado de Ohio, Hockett se interesó en el trabajo de Leonard Bloomfield, figura prominente de la lingüística estructuralista. Hockett continuó su formación académica en la Universidad de Yale, donde estudió antropología y lingüística y recibió su Ph.D. en Antropología en 1939.
Mientras estudiaba en Yale, Hockett coincidió con muchos otros lingüistas influyentes como Edward Sapir, George P. Murdock y Benjamin Whorf. La disertación de Hockett estaba basada en su trabajo en el terreno en Potawatomi; su trabajo sobre la sintaxis Potawatomi fue publicado en 1939 en la revista «Language».

## Los dieciséis rasgos de diseño que caracterizan el lenguaje
- Canal vocal-auditivo

La recepción se realiza a través del canal auditivo. La emisión se realiza a través del canal oral.
- Transmisión irradiada y recepción direccional

La señal de la emisión circula en todas las direcciones posibles y quien recibe el mensaje es capaz de saber de dónde viene.
- Transitoriedad

Habla de las emisiones, éstas son transitorias. Desaparecen rápidamente.
- Intercambiabilidad

Los participantes de una lengua pueden intercambiarse sus papeles. Así tenemos que el emisor se puede convertir en receptor y viceversa.
- Retroalimentación

Tiene que ver con la consciencia del hecho de ser hablantes, somos conscientes de nuestras emisiones y de los efectos que producen en el receptor.
- Especialización

Los sonidos del lenguaje humano están especializados para la comunicación. Cuando los perros jadean es para refrescarse. Cuando los humanos hablan, es para transmitir información.
- Semanticidad

En un sistema de lengua sus unidades tienen un significado fijo, cada expresión tiene que ir asociada a un significado. Cualquier sistema de comunicación que establezca una relación entre señal y una información del mundo real es semántico.
- Arbitrariedad

Es sinónimo de “convencionalidad”. Los sistemas de lengua son arbitrarios. La convencionalidad es fruto de un acuerdo entre los hablantes. No tiene por qué existir una relación entre el signo y el significado.
- Carácter discreto

Tienen que existir unidades discretas, es decir, bien diferenciadas.
- Productividad

Nos indica que mediante un conjunto limitado de elementos podemos comprender un conjunto ilimitado de elementos.
- Dualidad o doble articulación

Los lenguajes humanos siempre han de estar doblemente articulados, esta característica tiene que ver con la cuestión estructuralista de Saussure.
- Transmisión tradicional

Indica que los lenguajes humanos se transmiten culturalmente de generación en generación.
- Capacidad de aprendizaje

Es el criterio que nos indica que todas las lenguas son susceptibles de ser aprendidas.
- Prevaricación

Es la posibilidad de transmitir información falsa, es decir, mensajes emitidos con conciencia, sabiendo que son falsas.
- Desplazamiento

Posibilidad de ofrecer los códigos lingüísticos en un tiempo pasado, presente o futuro.
Creatividad
Posibilidad de controlar sus propias señales.

## Obra
- 1939. Potowatomi Syntax. Language 15: 235-248
- 1947. Peiping phonology, en: Journal of the American Oriental Society, 67, pp. 253-267. [= Martin Joos (ed.), Readings in Linguistics, vol. I, 4ª ed. Chicago & Londres 1966, pp. 217-228]
- 1947. Problems of morphemic analysis, en: Language, 24, pp. 414-41. [= Readings in Linguistics, vol. I, pp. 229-242]
- 1948. Biophysics, linguistics, and the unity of science, en: American Scientist, 36, pp. 558-572
- 1950. Peiping morphophonemics, in: Language, 26, pp. 63-85. [= Readings in Linguistics, vol. I, pp. 315-328]
- 1954. Two models of grammatical description, en: Word, 10, pp. 210-234. [= Readings in Linguistics, vol. I, pp. 386-399]
- 1955. A Manual of Phonology. Indiana University Public. in Anthropology & Linguistics 11
- 1958. A Course in Modern Linguistics. The Macmillan Company: NY
- 1960. The Origin of Speech, en Scientific American, 203, pp.89-97
- 1961. Linguistic Elements and Their Relation en Language, 37: 29-53
- 1973. Man's Place in Nature. NY: McGraw-Hill
- 1977. The View From Language. Atenas: The University of Georgia Press
- 1987. Refurbishing Our Foundations. Ámsterdam: John Benjamins